# Isabela a Franței
Isabela a Franței (c. 1295 – 22 august 1358), cunoscută sub numele de Lupoaica Franței, a fost soția regelui Eduard al II-lea al Angliei și mama regelui Eduard al III-lea. A fost fiica lui Filip al IV-lea al Franței și a Ioanei de Navara.
Isabela a fost sora a trei regi ai Franței: Ludovic al X-lea, Filip al V-lea, Carol al IV-lea.

## Primii ani

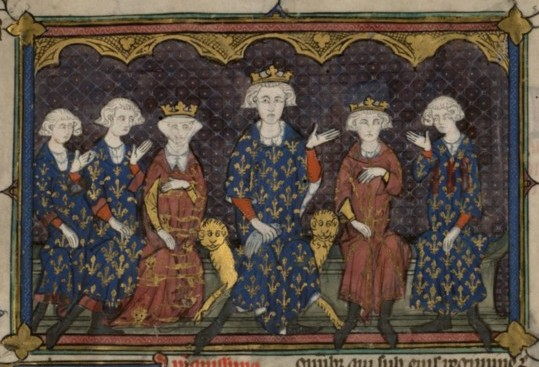
Familia Isabelei în 1315: s-d: Frații Isabelei, Carol și Filip, Isabela, tatăl ei Filip al IV-lea, fratele ei Ludovic, și unchiul ei Carol de Valois.

Isabela s-a născut la Paris la o dată incertă – pe baza cronicarilor și a datei căsătoriei ei, probabil că s-a născut între mai și noiembrie 1295. În Analele Wigmore scrie că s-a născut în 1292 și Piers Langtoft este de acord, susținând că ea avea 7 ani în 1299. Cronicarii francezi Guillaume de Nangis și Thomas Walsingham o descriu ca având 12 ani în momentul căsătoriei sale în ianuarie 1308, plasând astfel nașterea ei între ianuarie 1295 și până-n 1296.
O dispensă papală dată de Clement al V-lea în noiembrie 1305 îi permite căsătoria imediat prin procură, în ciuda faptului că probabil avea doar 10 ani. Din moment ce a trebuit să ajungă la vârsta canonică de 7 înainte de logodna ei din mai 1303, și la vârsta de 12 ani, înainte de căsătoria ei din ianuarie 1308, dovezile sugerează că s-a născut între mai și noiembrie 1295. Părinții ei erau regele Filip al IV-lea al Franței și regina Ioana I a Navarei; fratii ei Ludovic, Filip și Carol au devenit regi ai Franței.
Isabela s-a născut într-o familie regală care a condus cel mai puternic stat din Europa de Vest. Tatăl ei, regele Filip, cunoscut sub numele de Le Bel (cel Frumos) era un om ciudat, fără emoții; contemporanii l-au descris ca "nici un om, nici un animal, ci o statuie".
Isabela a crescut în și în jurul Palatului Louvre și Palais de la Cité din Paris. Isabela a fost îngrijită de Teofanie de Saint-Pierre care i-a dat o bună educație și a învățat-o să citească, dezvoltându-i dragostea pentru cărți. Conform obiceiului vremii, toți copiii lui Filip s-au căsătorit de tineri din rațiuni politice.

## Căsătoria
Încă de când era copilă, Isabela a fost promisă de către tatăl ei lui Eduard al II-lea al Angliei; intenția a fost să rezolve conflictul dintre Franța și Anglia legat de teritoriile continentale ale Gasconiei revendicate de Anjou, Normandia și Aquitaine. Regele Eduard I al Angliei a încercat de câteva ori să rupă logodna. Numai după decesul acestuia, în 1307, a avut loc nunta.
Mirele Isabelei, noul rege Eduard al II-lea, făcea parte din casa Plantagenet, era înalt, atletic și popular la începutul domniei sale. Isabela și Eduard s-au căsătorit la Boulogne-sur-Mer la 25 ianuarie 1308.
În momentul căsătoriei, Isabela în vârstă de doisprezece ani a fost descrisă de Geoffrey din Paris drept "frumusețea frumuseților...în regat dacă nu în întreaga Europă." Aceste cuvinte nu reprezentau doar politețe și lingușire din partea unui cronicar devreme ce tatăl și fratele Isabelei erau considerați bărbați frumoși în istoria literaturii iar Isabela semăna cu tatăl său și nu cu mama sa Ioana de Navara, o femeie grăsuță cu complexe.

### Copii
Eduard și Isabela au avut patru copii.
1. Eduard al III-lea de Windsor, născut în 1312
2. Ioan de Eltham, Conte de Cornwall, născut în 1316
3. Eleanor de Woodstock, născută în 1318, căsătorită cu Reinoud al II-lea de Geldern
4. Ioana a Angliei, născută în 1321, căsătorită cu David al II-lea al Scoției

## Regină
Ca regină, tânăra Isabela s-a confruntat cu numeroase provocări. Eduard era frumos, dar extrem de neconvențional, dezvoltând atașamente romantice strânse prima dată cu Piers Gaveston și apoi cu Hugh Despenser cel tânăr. Eduard s-a trezit în dezacord cu baronii, în special cu familia Lancaster condusă de Thomas Lancaster, și ducând în același timp războiul împotriva scoțienilor pe care l-a moștenit de la Eduard I.
Folosind susținătorii ei de la curte și patronajul familiei ei franceze, Isabela a încercat să găsească o cale politică printre aceste provocări; ea a format cu succes o alianță cu Gaveston, dar după moartea acestuia, poziția ei a devenit din ce în ce mai precară. Eduard a început să se răzbune pe dușmanii săi, folosind o alianță tot mai brutală cu familia Despenser, în special cu noul său favorit, Hugh Despenser cel tânăr. Prin 1326 Isabela era în conflict atât cu Eduard cât și cu Hugh, care în cele din urmă a dus la încercarea Isabelei de a prelua puterea și de a invada Anglia.

### Căderea lui Gaveston: 1308–12

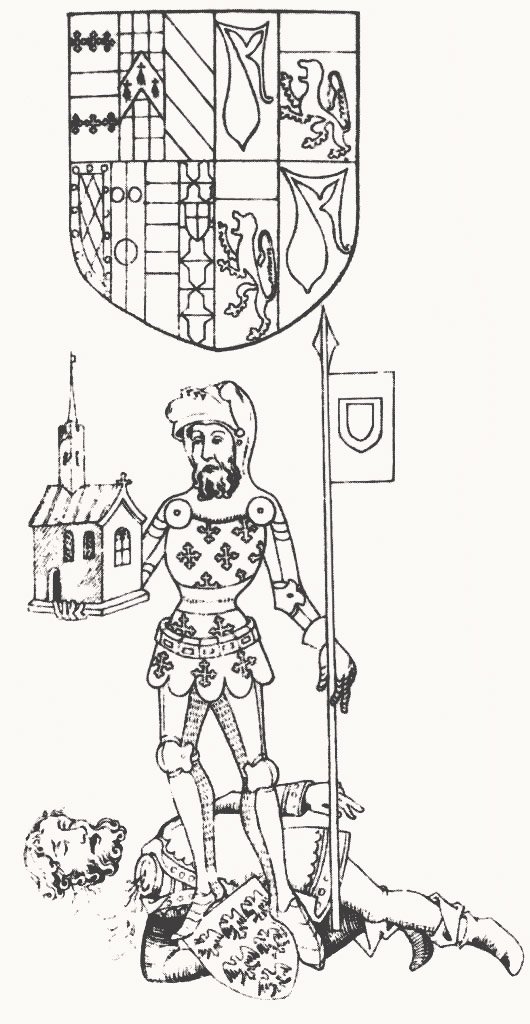
Isabela a fost capabil să ajungă la o înțelegere cu primul favorit al soțului ei Piers Gaveston, prezentat aici mort la picioarele lui Guy de Beauchamp, într-o reprezentare din secolul XV.

Noul soț al Isabelei, Eduard, a fost un personaj neobișnuit față de standardele medievale. El era înalt, atletic, și extrem de popular la începutul domniei sale. El a respins majoritatea preocupărilor tradiționale pentru un rege - turnir, vânătoare și război - și s-a bucurat în schimb de muzică, poezie și multe meșteșuguri rurale. În plus, există problema sexualității lui Eduard. El poate fi considerat a fi fost bisexual, într-o perioadă în care homosexualitatea de orice fel era considerată o infracțiune foarte gravă, dar nu există nici o dovadă care să spijine în acest fel orientarea lui sexuală. Isabella a născut patru copii ai lui Eduard, ceea ce duce la un opinia printre unii istorici că relațiile lui Eduard cu favoriții de sex masculin ar fi fost platonice.
Când după căsătorie Isabela a ajuns în Anglia, soțul ei era deja în mijlocul unei relații cu Piers Gaveston, un soldat "arogant, ostentativ", cu o personalitate "nechibzuită și încăpățânată", care îl fermeca în mod clar pe Eduard. Isabela, pe atunci în vârstă de doisprezece ani, a fost efectiv marginalizată de pereche. Eduard a ales să stea cu Gaveston, mai degrabă decât cu Isabela la celebrarea nunții lor, ofensând grav pe unchii ei Louis, Conte de Évreux și Carol de Valois, și apoi a refuzat să-i acorde propriile ei domenii sau gospodării. De asemenea, Eduard a dat propriile bijuterii ale Isabelei lui Gaveston, pe care el le-a purtat în public. A fost nevoie de intervenția tatălui Isabelei, Filip al IV-lea, înainte ca Eduard să înceapă să se poarte cu ea mai adecvat.
Relația Isabelei cu Gaveston a fost una complexă. Opoziția baronilor la Gaveston, susținută de Thomas de Lancaster, a fost în creștere, iar Filip al IV-lea a început să finanțeze în secret acest grup, folosind-o pe Isabela și casa ei în calitate de intermediari. Eduard a fost nevoit să-l exileze pe Gaveston în Irlanda pentru o perioadă, și a început să-i arate Isabelei mult mai mult respect și să-i acorde domenii semnificative și patronaj; la rândul său, Filip a încetat sprijinul pentru baroni. În cele din urmă Gaveston s-a întors din Irlanda și prin 1309-1311 cei trei păreau să co-existe împreună relativ confortabil. Într-adevăr, dușmanul cheie al lui Gaveston, Thomas de Lancaster, a considerat-o pe Isabela a fi un aliat a lui Gaveston.
Isabela a început să dezvolte relații la curte, în principal cu familia Beaumont, care s-a opus familiei Lancaster; originari, ca și ea, din Franța, membrul senior al familiei, Isabella de Vesci, a fost o confidentă apropiată a mamei lui Eduard, Eleanor; susținută de fratele ei, Henry de Beaumont, Isabella de Vesci a devenit la rândul ei prietenă apropiată a Reginei Isabela.
În timpul anului 1311, Eduard a realizat o campanie eșuată împotriva scoțienilor, în timpul căreia Isabela și el abia au scăpat de capturare. Baronii s-au ridicat, au semnat Rânduielile din 1311, care a promis o acțiune împotriva lui Gaveston și expulzarea Isabellei de Vesci și a lui Henry de Beaumont de la curte. 1312 a însemnat război civil împotriva regelui și a favoritului său - Isabela a stat cu Eduard și a trimis scrisori furioase unchilor ei d'Évreux și de Valois cerându-le sprijin. Eduard a părăsit-o pe Isabela, mai degrabă împotriva voinței ei, la Tynemouth Priory din Northumberland în timp ce a încercat, fără succes, să lupte cu baronii. Campania a fost un dezastru și în timp ce Eduard a scăpat, Gaveston s-a trezit blocat la Castelul Scarborough, unde dușmanii săi baroni l-au înconjurat și l-au capturat. Guy de Beauchamp și Thomas de Lancaster au asigurat executarea lui Gaveston. Acum rivalul Isabelei la afecțiunea lui Eduard a dispărut dar situația din Anglia a devenit profund instabilă.

### Tensiunile cresc: 1312–21

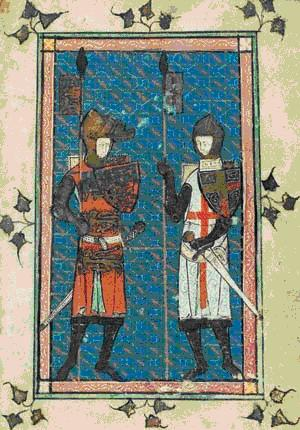
Thomas de Lancaster (stânga) cu Sf. Gheorghe. Isabela și-a susținut soțul în rivalitatea cu Lancaster, care a dus la executarea lui Lancaster în 1322.

Tensiunile au crescut în mod constant în ultimii zece ani. În 1312, Isabela a dat naștere viitorului Eduard al III-lea, dar până la sfârșitul anului curtea lui Eduard a început să se schimbe. Eduard încă se baza pe rudele sale franceze - unchiul Isabelei, Louis d'Évreux, de exemplu, a fost trimis de la Paris să-l ajute - dar Hugh Despenser cel Bătrân acum forma cercul intim al regelui, marcând începutul creșterii importanței familiei Despenser la curtea lui Eduard. Familia Despenser se opunea familiei Lancaster și a realizat o alianță cu Eduard, care căuta să răzbune moartea lui Gaveston.
În 1313, Isabela a călătorit la Paris cu Eduard pentru a acumula mai mult sprijin francez, vizită care a dus la Afacerea din Tour de Nesle. Călătoria a fost una plăcută, cu o mulțime de festivități, deși Isabela s-a accidentat când cortul ei a ars. În timpul vizitei Ludovic și Carol au avut un spectacol de păpuși satiric pentru oaspeții lor, iar Isabela a dăruit portmonee brodate atât pentru frații ei cât și pentru soțiile lor. Apoi Isabela și Eduard s-au întors în Anglia cu noi asigurări de sprijin francez împotriva baronilor englezi. Mai târziu, Isabela și Eduard au dat o cină mare la Londra pentru a sărbători întoarcerea lor și Isabela a observat că portmoneele pe care ea le-a dăruit cumnatelor ei apăreau acum la doi cavaleri normanzi, Gautier și Philippe d'Aunay. Isabela a tras concluzia că cei doi au relații secrete cu cumnatele ei și și-a informat tatăl în timpul următoarei vizite în Franța în 1314. Consecința a fost Afacerea din Tour de Nesle din Paris, care a condus la o acțiune în justiție împotriva celor trei cumnate ale Isabelei; Blanche și Margaret de Burgundia au fost închise pe viață pentru adulter. Ioana de Burgundia a fost închisă timp de un an. Reputația Isabelei în Franța suferit oarecum ca urmare a rolului său perceput în această afacere.
În nordul Angliei situația s-a înrăutățit. Edward a încercat să-i reprime pe scoțieni într-o campanie în 1314, care a avut ca rezultat o înfrângere dezastruoasă în Bătălia de la Bannockburn. Edward a fost acuzat de baroni pentru eșecul catastrofal al campaniei. Cu un rege slăbit, Thomas de Lancaster a avut posibilitatea să ia puterea în Anglia și s-a întors împotriva Isabelei, tăindu-i fondurile. Pentru a înrăutăți lucrurile, "Marea Foamete" a lovit Anglia în 1316-1317, provocând pierderi omenești și financiare.
În ciuda faptului că Isabela a născut al doilea fiu al ei, Ioan, în 1316, poziția lui Eduard era precară. A apărut la Oxford, un pretender regal, John Deydras, susținând că a fost schimbat la naștere cu Eduard, și că el ar fi regele real al Angliei. Zvonul se răspândește rapid și în cele din urmă Deydras a fost arestat și executat; se pare că această poveste a supărat-o profund pe Isabele. În 1320, Isabela l-a însoțit pe Eduard în Franța, pentru a încerca să-l convingă pe fratele ei Carol al IV-lea, să le acorde sprijin pentru a-i zdrobi pe baronii englezi.
Între timp, Hugh Despenser cel Tânăr a devenit noul favorit al soțului Isabelei, și se crede că a început o relație sexuală cu el în jurul acestei perioade. Hugh era de aceeași vârstă cu Eduard. Tatăl său, Hugh bătrânul, i-a sprijinit pe Eduard și Gaveston cu câțiva ani în urmă. În timp ce Isabela a putut lucra cu Gaveston, favoritul anterior al soțului ei, a devenit tot mai clar că Hugh cel Tânăr și Isabela nu au putut ajunge la un compromis asemănător.